# Irina Lazareanu
Irina Lazareanu (Cluj-Napoca, Rumania; 8 de junio de 1982) es una modelo rumano-canadiense. Lazareanu consiguió adentrarse en el mundo de la moda gracias a su amistad con la modelo británica Kate Moss.

## Primeros años
A la edad de 5 años, Lăzăreanu emigró hacia Canadá desde su Rumania natal, asentándose en Montreal junto con sus padres. A la edad de 13 años, se mudó a Londres para estudiar ballet aunque tuvo que abandonar por un rotura en el tobillo. Conoció a Pete Doherty a la edad de 15 años con el cual mantuvo una relación y estuvo comprometida en 2007.

## Modelaje
A la edad de 17 Lăzăreanu firmó un contrato con Giovanni en Montreal para así poder pagar el alquiler de su piso. Fue elegida por Kate Moss para modelar en la edición diciembre/enero 2005/2006 de Vogue: Paris, el cual Moss estaba editando como invitada. Luego apareció en la portada de Vogue Italia en enero de 2006, fotografiada por Steven Meisel. Lăzăreanu se ha vuelto en icónica, rompiendo el récord de desfiles en una temporada.
Ha modelado para Chanel, Balenciaga, Alexander McQueen, Anna Sui, Lanvin, Gianni Versace, y más. En marzo se 2007, Lăzăreanu fue elegida por Kate Moss como modelo para su línea de ropa de Topshop.